# 374

## Догађаји
- Готи прелазе реку Дунав и освајају Панонију. Избегавају утврђене градове и пљачкају незаштићена села.

### Мај
- 4. мај – Бацач копља Сова ступа на престо и постаје владар Теотивакана (Мексико).

### Децембар
- 7. децембар – Народ Милана прихвата Амброзија, гувернера Емилије-Лигурије, проглашавајући га за епископа. Он је други син бившег преторијанског префекта Галије и постаје креативни мислилац чије ће идеје пружити парадигму за средњовековне односе цркве и државе.

## Смрти
- Википедија:Непознат датум — Преподобни Петар Атонски - хришћански светитељ.
- Википедија:Непознат датум — Свети Григорије Назијански - хришћански светитељ